# Provincia di Çankırı
La provincia di Çankırı (in turco Çankırı ili) è una provincia della Turchia.

## Geografia antropica

### Suddivisioni amministrative

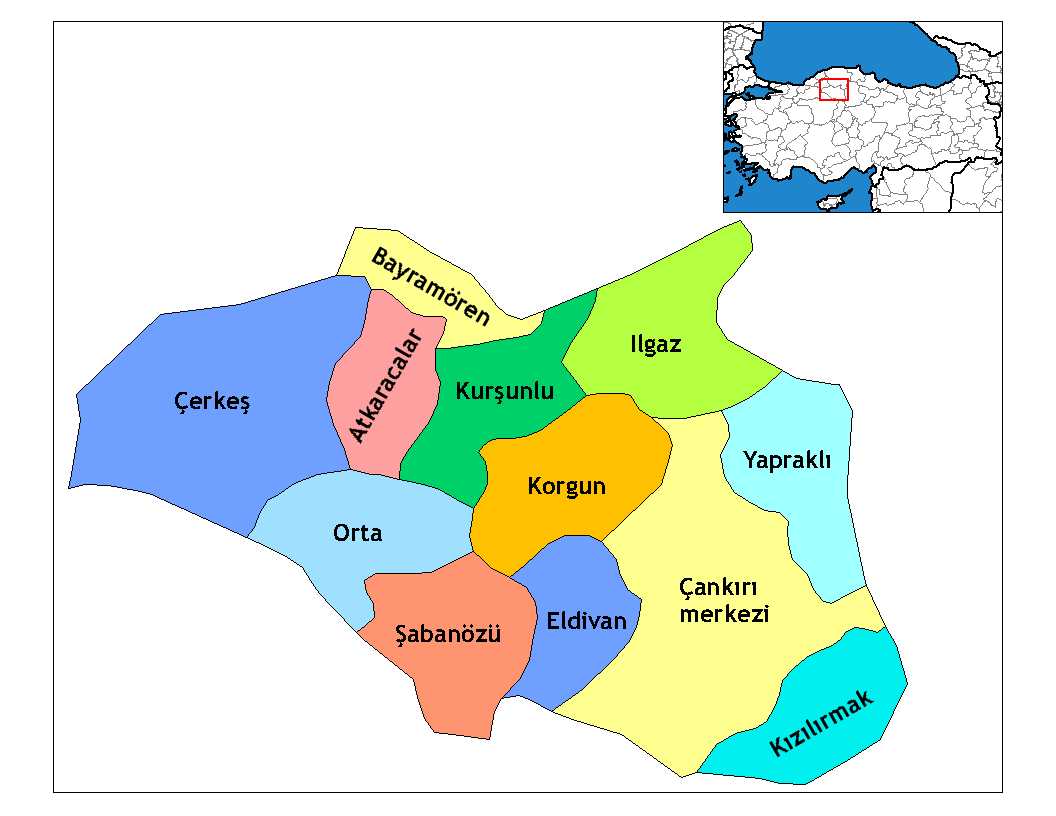
Distretti della provincia di Çankırı

La provincia è divisa in 12 distretti:
| - Çankırı (centro) - Atkaracalar - Bayramören - Çerkeş - Eldivan - Ilgaz | - Kızılırmak - Korgun - Kurşunlu - Orta - Şabanözü - Yapraklı |

Fanno parte della provincia 31 comuni e 370 villaggi.